# Стопанство на Чили
По доход на глава от населението Чили е на първо място измежду страните в Латинска Америка, а по покупателна способност на второ място. Икономиката на страната е доста пазарно ориентирана. Страната е най-големият износител в Южна Америка. Изнася предимно суровини-на първо място мед, също вина, дървен материал и рибни продукти. Чили разполага с най-големите залежи на мед в света и е най-големият износител на тази суровина. Това прави икономиката и финансите на страната силно зависими от международните цени на медта.
През 2004 година Чили изпреварва Норвегия и става най-големия износител на сьомга в света. По-голямата част от фермите за отглеждане на сьомга са собственост на норвежки и японски фирми.
Последните двадесетина години бележат силно развитие на винопроизводството в Чили. Макар и първите лози да са донесени в страната още от испанските колонизатори до средата на 1980-те години износът на Чили на вина възлиза на 10 милиона щатски долара. 13 години по-късно износът вече възлиза на 550 милиона USD. Първата крупна инвестиция в чилийското винопроизводство е направена от испанската фирма Miguel Torres през 1981 г.
Разпределение на Чилийската външна търговия по региони (2004):
- Износ – общо 30,895 милиарда долара
- Внос – общо 22,361 милиарда долара
- Износ за Европа – 27% /за ЕС – 25%/
- Внос от Европа – 17% /от ЕС – 16%/
- Износ за Азия – 36%
- Внос от Азия – 19%
- Износ за Америка – 35%
- Внос от Америка – 58%
- Износ за САЩ – 15%
- Внос от САЩ – 15%